# Lotta greco-romana ai Giochi della XI Olimpiade - Pesi welter
La competizione della categoria pesi welter (fino a 72 kg) di lotta greco-romana dei Giochi della XI Olimpiade si è svolta dal 6 al 9 agosto al  Deutschlandhalle in Berlino.

## Formato
Ad ogni incontro venivano assegnate le seguenti penalità:
- 0 = Al vincitore per schienata
- 1 = Al vincitore per decisione
- 2 = Allo sconfitto per decisione (1 giudici contro 2)
- 3 = Allo sconfitto per decisione (0 giudici contro 3)
- 3 = Allo sconfitto per schienata

Con cinque penalità o più il lottatore veniva eliminato.

## Risultati
| Legenda                                  | Legenda |
| ---------------------------------------- | ------- |
| Lottatore con 5 penalità o più Eliminato |         |

### 1 Turno
Si è disputato il 6 agosto.
| Vincitore       | Pen. | Risultato | Sconfitto           | Pen. |
| --------------- | ---- | --------- | ------------------- | ---- |
| Silvio Tozzi    | 0    | Schienato | Dimitrios Zakharias | 3    |
| Karel Zvonař    | 1    | 3:0       | Nurettin Baytorun   | 3    |
| Adolf Rieder    | 0    | Schienato | Maxime Lubat        | 3    |
| Rudolf Svedberg | 0    | Schienato | Antun Fischer       | 3    |
| Fritz Schäfer   | 1    | 3:0       | Edgar Puusepp       | 3    |
| Jean de Feu     | 0    | Schienato | Franz Hametner      | 3    |
| Eino Virtanen   | 0    | Schienato | Gyula Vincze        | 3    |

### 2 Turno
Si è disputato il 7 agosto.
| Vincitore         | Pen. | Risultato | Sconfitto           | Pen. |
| ----------------- | ---- | --------- | ------------------- | ---- |
| Nurettin Baytorun | 4    | 3:0       | Dimitrios Zakharias | 6    |
| Silvio Tozzi      | 1    | 3:0       | Karel Zvonař        | 4    |
| Rudolf Svedberg   | 0    | Schienato | Maxime Lubat        | 6    |
| Antun Fischer     | 4    | 3:0       | Adolf Rieder        | 3    |
| Fritz Schäfer     | 1    | Schienato | Jean de Feu         | 3    |
| Edgar Puusepp     | 3    | Schienato | Gyula Vincze        | 6    |
| Eino Virtanen     | 0    | Esentato  |                     |      |
|                   |      | Ritirato  | Franz Hametner      | -    |

### 3 Turno
Si è disputato il 7 agosto.
| Vincitore         | Pen. | Risultato | Sconfitto     | Pen. |
| ----------------- | ---- | --------- | ------------- | ---- |
| Eino Virtanen     | 0    | Schienato | Silvio Tozzi  | 4    |
| Nurettin Baytorun | 4    | Schienato | Adolf Rieder  | 6    |
| Rudolf Svedberg   | 0    | Schienato | Karel Zvonař  | 7    |
| Fritz Schäfer     | 1    | Schienato | Fritz Schäfer | 7    |
| Edgar Puusepp     | 3    | Schienato | Jean de Feu   | 6    |

### 4 Turno
Si è disputato l'8 agosto.
| Vincitore       | Pen. | Risultato | Sconfitto         | Pen. |
| --------------- | ---- | --------- | ----------------- | ---- |
| Eino Virtanen   | 1    | 3:0       | Nurettin Baytorun | 7    |
| Fritz Schäfer   | 1    | Schienato | Silvio Tozzi      | 7    |
| Rudolf Svedberg | 1    | 3:0       | Edgar Puusepp     | 8    |

### 5 Turno
Si è disputato il 9 agosto.
| Vincitore       | Pen. | Risultato | Sconfitto     | Pen. |
| --------------- | ---- | --------- | ------------- | ---- |
| Rudolf Svedberg | 2    | 3:0       | Eino Virtanen | 4    |
| Fritz Schäfer   | 1    | Esentato  |               |      |

### 6 Turno
Si è disputato il 9 agosto.
| Vincitore       | Pen. | Risultato | Sconfitto     | Pen. |
| --------------- | ---- | --------- | ------------- | ---- |
| Fritz Schäfer   | 1    | Schienato | Eino Virtanen | 7    |
| Rudolf Svedberg | 2    | Esentato  |               |      |

### 7 Turno
Si è disputato il 9 agosto.
| Vincitore       | Pen. | Risultato | Sconfitto     | Pen. |
| --------------- | ---- | --------- | ------------- | ---- |
| Rudolf Svedberg | 3    | 2:1       | Fritz Schäfer | 3    |

## Classifica finale
| Pos.    | Atleta              | Nazione        |
| ------- | ------------------- | -------------- |
| Oro     | Rudolf Svedberg     | Svezia         |
| Argento | Fritz Schäfer       | Germania       |
| Bronzo  | Eino Virtanen       | Finlandia      |
| 4       | Edgar Puusepp       | Estonia        |
| 5       | Silvio Tozzi        | Italia         |
| 6       | Nurettin Baytorun   | Turchia        |
| 7       | Jean de Feu         | Belgio         |
| 7       | Adolf Rieder        | Svizzera       |
| 9       | Karel Zvonař        | Cecoslovacchia |
| 9       | Antun Fischer       | Jugoslavia     |
| 11      | Maxime Lubat        | Francia        |
| 11      | Dimitrios Zakharias | Grecia         |
| 11      | Gyula Vincze        | Ungheria       |
| 14      | Franz Hametner      | Austria        |